# Ján Ľupták
Ján Ľupták (ur. 24 lutego 1946 w Radzovcach, zm. 19 czerwca 2025) – słowacki polityk, w latach 1994–2017 przewodniczący Zrzeszenia Robotników Słowacji, w latach 1994–1998 wicemarszałek Rady Narodowej.

## Życiorys
Uzyskał wykształcenie średnie techniczne, kształcąc się w Bańskiej Bystrzycy. W latach 1969–1989 pracował w przedsiębiorstwie budowlanym w tej miejscowości. W latach 1990 i 1992 uzyskiwał mandat posła do Słowackiej Rady Narodowej z ramienia Partii Demokratycznej Lewicy. W 1994 znalazł się wśród założycieli nowego ugrupowania lewicowego pod nazwą Zrzeszenie Robotników Słowacji, został jego przewodniczącym.
W latach 1994–1998 pełnił funkcję wiceprzewodniczącego Rady Narodowej z ramienia ZRS. Po odejściu z bieżącej polityki związany z branżą handlową. Pozostał jednocześnie przewodniczącym partii i jej regularnym kandydatem w wyborach. Kierował swoją formacją do czasu jej rozwiązania w 2017.